# ورشوویتسه (ناحیه لوونی)
ورشوویتسه (به چکی: Vršovice) یک منطقهٔ مسکونی در جمهوری چک است که در ناحیه لوونی واقع شده‌است. ورشوویتسه ۵٫۵۷ کیلومتر مربع مساحت و ۲۶۸ نفر جمعیت دارد و ۱۷۵ متر بالاتر از سطح دریا واقع شده‌است.